# Zemaljska satelitska stanica
Zemaljska satelitska stanica je tehnološko postrojenje uz pomoću kojeg se odvija komunikacija sa satelitima. Komunikacija se ostvaruje radiovalovima.
Zemaljska satelitska stanica se sastoji od primopredajnih postrojenja.

## Vanjske poveznice
- Site listing Earth stations globally
- Cable & Wireless Brechin Satellite Earth Station, Angus, Scotland
- BT Madley Earth Station uplink pictures.  Arhivirana inačica izvorne stranice od 10. listopada 2006. (Wayback Machine)
- World Teleport Association